# Parmelia pseudoshinanoana
Parmelia pseudoshinanoana är en lavart som beskrevs av Asahina. Parmelia pseudoshinanoana ingår i släktet Parmelia och familjen Parmeliaceae.   Inga underarter finns listade i Catalogue of Life.